# Rutobo (vattendrag)
Rutobo är ett vattendrag i Burundi.   Det ligger i provinsen Kayanza, i den nordvästra delen av landet, 50 kilometer nordost om huvudstaden Bujumbura.
Omgivningarna runt Rutobo är en mosaik av jordbruksmark och naturlig växtlighet. Runt Rutobo är det tätbefolkat, med 459 invånare per kvadratkilometer.